# Peschadoires
Peschadoires är en kommun i departementet Puy-de-Dôme i regionen Auvergne-Rhône-Alpes i centrala Frankrike. Kommunen ligger i kantonen Lezoux som tillhör arrondissementet Thiers. År 2022 hade Peschadoires 2 103 invånare.

## Befolkningsutveckling
Antalet invånare i kommunen Peschadoires
| Referens: INSEE |